# Àcid clupanodònic
L'àcid clupanodònic, i de nom sistemàtic àcid (4Z,8Z,12Z,15Z,19Z)-docosa-4,8,12,15,19-pentaenoic, és un àcid carboxílic polinsaturat de cadena lineal amb vint-i-dos àtoms de carboni, la qual fórmula molecular és {\displaystyle {\ce {C22H34O2}}}. En bioquímica és considerat un àcid gras ω-3, ja que té un doble enllaç C=C situat entre el carboni 3 i el 4 començant per l'extrem oposat al grup carboxil, i se simbolitza per C22:5n-3 i DPA, que fa referència al fet que té en total cinc enllaços dobles C=C, tots ells en conformació cis i conjugats.

Clupanodon thrissa

A temperatura ambient és un líquid de color groc pàl·lid, amb un punt de fusió de –78 °C, una densitat de 0,9356 g/cm³ a 20 °C i un índex de refracció que val 1,5014 també a 20 °C. És insoluble en aigua i soluble en dietilèter, èter de petroli i acetona. Té una distribució inusual dels enllaços dobles C=C, ja que no es troben tots conjugats com sol ser habitual en els àcids grassos insaturats.
Fou aïllat el de l'oli de sardina japonesa, Clupanodon melanostica, que en conté un 8 % pel científic japonès M. Tsujimoto el 1906 i li assignà la fórmula {\displaystyle {\ce {C18H28O2}}}. Investigacions posteriors dels japonesos Majima i Okada demostraren que la fórmula correcte era {\displaystyle {\ce {C22H34O2}}}.
Se'l troba en peixos i olis de peixos: l'oli de fetge de bacallà en conté un 10 %; l'oli de sardina un 2,8 %; l'oli d'aladroc o seitó un 1,2 %; l'oli de verat un 0,6 %; i l'oli d'arengada un 0,4 %.